# Jack Ü
I Jack Ü  sono stati un duo musicale composto dai DJ producer statunitensi Skrillex e Diplo formato nel 2013. Hanno pubblicato un solo ed unico album Skrillex and Diplo Present Jack Ü nel 2015.

## Storia

### Il debutto (2013-2014)
Il duo debutta ufficialmente il 15 settembre 2013 al Mad Decent Block Party a San Diego con 3 canzoni inedite intitolate: Shark Patrol, Bounce It e una prima versione della collaborazione con gli AlunaGeorge in seguito distribuita come singolo To Ü.
I due producer avevano già collaborato assieme negli anni antecedenti al progetto, difatti Skrillex collaborava con Diplo in alcune canzoni del progetto Major Lazer, di cui Diplo è membro fondatore.
Il 30 marzo 2014, al duo è stato concesso uno spazio di un'ora per suonare all'Ultra Music Festival. Il set comprendeva un'ampia varietà di generi, con brani tratti dal primo album in studio di Skrillex, appena uscito, Recess.
Invece il 31 dicembre 2014, il duo ha tenuto un concerto al Madison Square Garden. Oltre alla loro esibizione, erano presenti anche altri artisti quali ASAP Ferg, Rudimental e Yellow Claw. Il concerto è stato trasmesso in diretta su Yahoo.

### Skrillex and Diplo Present Jack Ü(2015)
Il 27 febbraio 2015 pubblicano il primo ed unico album Skrillex and Diplo Present Jack Ü. L'album presenta 9 canzoni e alcuni featuring, tra i quali troviamo Justin Bieber, 2 Chainz, Kiesza, AlunaGeorge e Kai.
Hanno commemorato l'evento trasmettendo in streaming un DJ set live di 24 ore su Twitch, che è stato chiuso dopo 18 ore dall'inizio del set. Ai Grammy Awards 2016, l'album trionfa nella categoria miglior album dance/elettronico, mentre il singolo Where Are Ü Now da esso estratto vince la categoria miglior registrazione dance.

### Lo scioglimento (2016-presente)
Il 28 agosto 2016 Skrillex ha scritto sulla sua pagina Twitter che il duo ha finito di fare tournée "per molto molto tempo", alludendo allo scioglimento del progetto, confermato poi nel 2017 da Diplo in un'intervista dicendo che era diventato difficile lavorare insieme a Skrillex siccome aveva firmato con la Atlantic la quale gli impediva di lavorare con lui. 
Nel dicembre 2017 Diplo ha parlato di nuovo del duo in un'intervista, annunciando che non appena Skrillex avesse finito di lavorare al suo nuovo album (uscito nel 2023, assieme a un secondo album), e lui al disco dei Major Lazer, Music is The Weapon (2020), il duo avrebbe potuto avere una possibilità di ritornare. Tuttavia, ad oggi, il duo è ancora inattivo.

## Discografia

### Album in studio
- 2015 – Skrillex and Diplo Present Jack Ü

### Singoli
- 2014 – Take Ü There  (feat. Kiesza)
- 2015 – Where Are Ü Now  (feat. Justin Bieber)
- 2015 – To Ü  (feat. AlunaGeorge)
- 2016 – Mind  (feat. Kai)